# Peloropeodes comorensis
Peloropeodes comorensis är en tvåvingeart som beskrevs av Grichanov 2000. Peloropeodes comorensis ingår i släktet Peloropeodes och familjen styltflugor. Inga underarter finns listade i Catalogue of Life.